# Khách sạn Abbasi
Khách sạn Abbasi (trước đây gọi là Shah Abbas Hotel) là một khách sạn nằm ở Isfahan, Iran. Khu phức hợp này được xây dựng vào thời vua Sultan Husayn của Safavid khoảng 400 năm trước. Nó được xây dựng như một lữ đoàn để cung cấp chỗ ở cho du khách. Công trình kiến trúc đã được tân trang lại năm 1959 bởi Kiến trúc sư A.Mohit và André Godard người Pháp (21 tháng 1 năm 1881 - 31 tháng 7 năm 1965) là một nhà khảo cổ học, kiến trúc sư và nhà sử học về nghệ thuật Pháp và Trung Đông. Ông từng là giám đốc Cơ quan Khảo cổ học Iran trong nhiều năm.

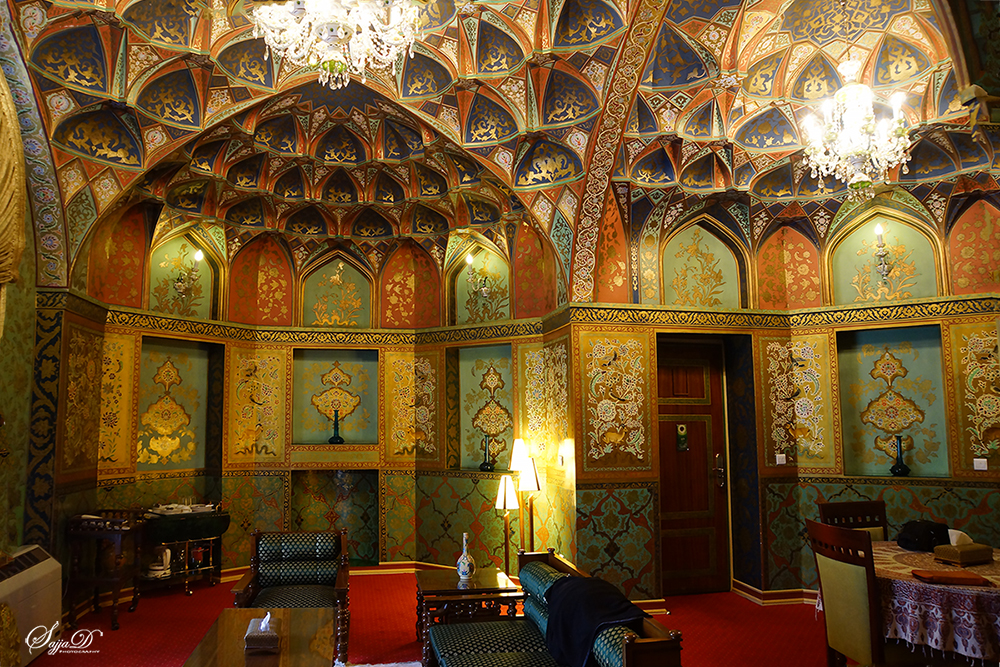
Bên trong một căn phòng của khách sạn

Bộ phim And Then There Were None năm 1974, với sự tham gia của Oliver Reed và Elke Sommer, được quay tại đây.

2010

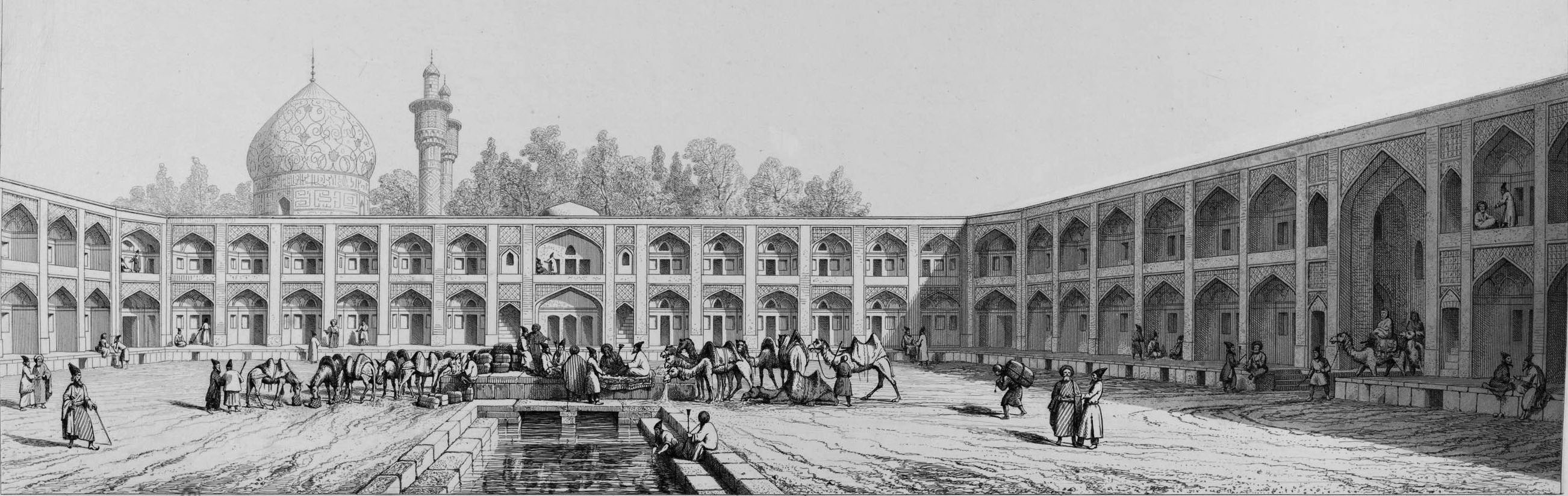
1840